# سارا جوزفین بیکر
سارا جوزفین بیکر (انگلیسی: Sara Josephine Baker؛ ۱۵ نوامبر ۱۸۷۳ – ۲۲ فوریه ۱۹۴۵ (ساله ۷۱)) یک دانشمند اهل ایالات متحده آمریکا بود.